# Jamski sustav Crnopac
Das Jamski sustav Crnopac (bis 2019 Kita Gaćešina-Draženova puhaljka) ist das längste Höhlensystem in Kroatien.

## Lage
Es befindet sich im südlichen Velebitgebirge wenige Kilometer südlich des Ortes Gračac am Berg Crnopac, zirka 50 Kilometer östlich der Provinzhauptstadt Zadar.

## Daten
Das System erstreckt sich über eine Länge von mehr als 61 Kilometern und gehört damit zu den 100 längsten Höhlen der Welt. Es wurde erst im 21. Jahrhundert entdeckt und wird seit 2004 erforscht. Die Höhle ist 830 m tief.
2019 wurde mit der Zusammenlegung des Jamski sustav Kita Gaćešina-Draženova puhaljka und der Höhle Oaza der Name des neuen Systems in Jamski sustav Crnopac geändert.

## Weblink
- Beschreibung (kroatisch) auf der Website der Hrvatski speleološki poslužitelj